# Караусије
Марко Аурелије Маусеј Караусије (лат. Marcus Aurelius Mausaeus Carausius; умро 293), био је римски узурпатор у Британији и северној Галији.
Караусије је био човек скромног порекла из Галије Белгике. Истакао се ратовима које је Максимијан водио против Багауда у Галији 286. године. Због тога је именован за команданта римске британске флоте, која је контролисала Ламанш са задатком да спречи Франке и Саксонце да пљачкају обалу. Међутим, Караусије је био оптужен за корупцију, па је Максимијан наредио да се он погуби. Позне 286. или ране 287. Караусије је сазнао за ову одлуку и да би спасао главу, прогласио се за цара Британије и северне Галије.
Караусију су пришле три легије стациониране у Британији, као и једна из северне Галије. Уколико се непоштено обогатио колико је Максимијан веровао, Караусије је једноставно могао купити лојалност ових јединица. Изгледа да је Караусије искористио незадовољство Британаца римском управом. Ковао је новац са легендама Restitutor Britanniae и Genius Britanniae, што говори о његовој намери да искористи своју популарност у том делу света, као и да се представи као „национални владар“.
Максимијан није могао да одговори на овај изазов, будући да је ратовао на Рајни. Ипак у јесен 288. године, почео је да окупља трупе ради војног поход против Караусија. Када је поход почео 289. он није донео резултата, вероватно због олује која га је задесила. Уследио је несигурно примирје све до 293. године.
Те године Констанције Хлор је успоставио власт у северној Галији, укључујући нека утврђења која су била необична важна за Караусија. Констанције је успоставио савез са неким галским племенима, поразио је Франке на Рајни. Можда му је Караусије у томе помагао. Убрзо, Караусије је био убијен у Јорку.